# Aharnész
Aharnész (görögül: Αχαρνές) város Görögországban, Kelet-Attikában. Athén egyik elővárosa. 108 130 lakosával (2021-es népszámlálás) a kilencedik legnépesebb település Görögországban.
Az Aharnész önkormányzat 2011-ben alakult újra, két korábbi önkormányzat összeolvadásából. Aharnész városnak óvodája, általános iskolái, középiskolái, gimnáziumai, postája, bankjai és múzeumai, mint az Archeológiai és Népművészeti Múzeum, mindegyik a neoklasszicista épületben van a főtéren. Van még egy másik falu a területen ez a Parnis, 2001-ben 12 lakost számoltak össze. Aharnész jelentős károkat szenvedett az 1999-es athéni földrengésben, mivel nagyon közel volt az epicentrumhoz.

## Népesség
| Év   | Lakosság | Lakosság |
| ---- | -------- | -------- |
| 1981 | 41.068   | -        |
| 1991 | 61.352   | -        |
| 2001 | 75.341   | -        |
| 2001 | 100.743  | 106.943  |

## Sportcsapatok
- Acharnaikos - harmadik divízió